# Орикс антилопа
Орикс, или ређе сабљаста антилопа (лат. Oryx gazella), је велика антилопа изражене обојености, а живи у сувим травнатим пољима, шикарама и у правим пустињама Африке. Веома је прилагођена за очување воде: не дахће и не зноји се све док телесна температура не пређе 45°C; бубрези производе мокраћу високе концентрације, а измет је врло сув. Највише је распрострањена у југозападној Африци.

## Исхрана
Главни део исхране орикс антилопе чине траве и ниско жбуње, као и дивљи краставци, диње и сл. биљке са великом количином воде. Као и многе друге пустињске врсте, и орикс се храни током читаве године опортунистички (свом храном која је доступна).
Орикс може да издржи без воде и до месец дана. Потребна му је храна која је пуна минерала.

## Организација
Номадска крда броје до 25 животиња, а састоје се од женки, младунаца и неколико мужјака. 

## Трудноћа и младунчад
Женке орикса рађају младунчад једном годишње, и то у пролеће.
После времена од 260 до 300 дана женка рађа једно младунче (ређе два), које 6 недеља остаје сакривено у близини крда, а мајка повремено долази да га доји.

## Борба за преживљавање
У врућим поднебљима орикс антилопе преживљавају тако што пасу у току хладнијег дела дана, углавном у сумрак или ноћу. Њихова посебна бела длака одбија Сунчеве зраке и топлоту чак и до 60 степени Целзијусових. Од 10 до 14 или 15 сати окупљају се у хладовини. Код многих врста антилопа боравак толиког броја животиња на малом простору изазвало би борбе за доминацију или сукобе око парења. Међутим, ради опстанка у суровом станишту, то се код орикс антилопа не дешава.

## Угроженост
Због великих рогова, орикс антилопе биле су популарне у 20. веку. Безобзирни ловци на просторима Саудијске Арабије убијали су све више орикса, и на крају су их довели до ивице угрожености. На просторима Арабије избројено их је 65, од којих су биле само 4 женке. Тада је почела Операција орикс у Азији и у Јужној Америци. Стање популације орикса било је алармантно и то је забринуло зоологе. На простору пустиња где живе орикси постављени су ловци у широком кругу. То је требало да реши проблем криволоваца, али није. Велика група криволоваца успела је да се пробије кроз заштитни круг неопажено, и популација орикса се опет смањила. Тада су зоолози схватили да морају да преселе ориксе у мање резервате, где ће имати већу заштиту. Све је изгледало савршено; имали су сигурно место за живот, без природних непријатеља и са много хране и хлада. Али, проблем је био у томе што су орикси јели биљке са великом количином минерала, што им је било потребно. Људи у резервату нису могли то да им приуште. Ускоро се за брзо време повећала популација орикса и опет су враћени у њихова природна станишта. Тада их је било бише од 300, али су ипак ишли у одвојеним крдима (10-25 чланова) где могу у миру да се опусте у хладу. Орикси су још увек на листи угрожених врста, јер увек постоји опасност да се опет смањи њихов број. Али, засад су сигурни.